# سعيد بحجي
سعيد بحجي (من مواليد 15 يوليو 1975 في سكسونيا السفلى)، هو مواطن ألماني، مهندس كهربائي ، وعضو مزعوم لخلية هامبورغ التي وفرت المال والدعم المادي لمنفذي هجمات 11 سبتمبر.

## الروابط الخارجية
1. ↑  Stark، Holger (29 أغسطس 2011). "On the Trail of Said Bahaji: 9/11 Conspirator Reported to Be Living in Pakistan". Der Spiegel. Der Spiegel. مؤرشف من الأصل في 2017-03-13. اطلع عليه بتاريخ 2015-01-14.

- The Final 9/11 Commission Report
- Tracking the Threat.com
- Interpol red notice on Bahaji
- Interpol notice of UN sanction on Bahaji
- Wanted poster on Bahaji at the وكالة استخبارات الدفاع، in jpg format